# ویلتون (آرکانزاس)
ویلتون (به انگلیسی: Wilton) یک منطقهٔ مسکونی در ایالات متحده آمریکا است که در شهرستان لیدل ریور، آرکانزاس واقع شده‌است. ویلتون ۳٫۳۱ کیلومتر مربع مساحت و ۳۷۴ نفر جمعیت دارد و ۹۷ متر بالاتر از سطح دریا واقع شده‌است.